# Dickinson W. Richards
Dickinson Woodruff Richards (* 30. Oktober 1895 in Orange, New Jersey; † 23. Februar 1973 in Lakeville, Connecticut) war ein US-amerikanischer Internist. 1956 erhielt Richards zusammen mit Werner Forßmann und André Frédéric Cournand den Nobelpreis für Physiologie oder Medizin „für ihre Entdeckungen zur Herzkatheterisierung und zu den pathologischen Veränderungen im Kreislaufsystem“.

## Leben und Werk
Dickinson Richards war der Sohn eines New Yorker Anwalts, seine Mutter kam aus einer Ärztefamilie. Er studierte ab 1913 Englisch und Griechisch an der Yale University in New Haven (Connecticut) mit dem Bachelor-Abschluss 1917. Danach leistete er seinen Wehrdienst bis 1919 als Artillerieoffizier der US-Army in Frankreich. Zurück in den USA studierte er Medizin an der Medizinischen Fakultät (College of Physicians and Surgeons) der Columbia University in New York City mit dem M. A. Abschluss in Physiologie 1922 und dem Doktortitel (M.D.) 1923.
Er war am Universitätsklinikum der Columbia University, dem NewYork-Presbyterian Hospital (und lehrte an der Columbia University) und forschte dort nach einem einjährigen Aufenthalt am Institute of Medical Research in London bei Henry Dale über Physiologie des Blutkreislaufs. Dabei arbeitete er mit Lawrence Henderson aus Harvard zusammen und ab etwa 1931 mit den Franzosen André Cournand am Bellevue Hospital in New York. Er war auch seit 1935 Berater für Merck, Sharpe und Dohme in New Jersey und gab den Merck Manual heraus.
Cournand und Richards beschäftigten sich mit verschiedenen Herz- und Kreislaufbeschwerden und wandten die Rechtsherzkatheterisierung für die Untersuchung verschiedener Erkrankungen an. Bis 1941 hatten sie Grundlagen zur Einführung der Herzkatheteruntersuchung als klinische Routinemaßnahme geschaffen. 1945 veröffentlichte Cournand einen Artikel zur Messung des Herzminutenvolumens mit Hilfe der Herzkatheteruntersuchung und gemeinsam mit Richards arbeiteten beide an der Nutzung des von Adolf Fick entwickelten Fickschen Prinzips zur Bestimmung des Herzminutenvolumens sowie der Untersuchung des Lungenkreislaufs. Dabei nutzen sie die Methode beispielsweise bei der Untersuchung von traumatischem Schock, der Wirkung von Herzmedikamenten und Herzkrankheiten, deren Behandlung und deren Diagnose. Sie optimierten die Katheterisierung und erforschten ihre Anwendungsmöglichkeiten zuerst in Tierversuchen an Hunden und Schimpansen sowie später auch am Menschen. Ende der 1930er Jahre waren sie in der Lage, komplizierte und bis dahin unbekannte Herzfehler festzustellen und die Behandlung zu ermöglichen. Sie führten die wissenschaftlich ermittelte Methode der Herzminutenvolumenmessung mit Hilfe des Rechtsherzkatheters in die klinische Medizin ein, wo sie sich rasch als Standardmethode etablierte. Gemeinsam mit der bildgebenden Angiokardiographie ermöglichte die Katheteruntersuchung die umfassende Diagnostik des Herzens und darauf aufbauend die moderne Kardiologie. 1945 wurde Richards Professor an der Columbia University und Direktor der ersten Abteilung (Columbia Division) am Bellevue Hospital und 1947 wurde er Lambert Professor für Medizin an der Columbia University.
1961 ging er in den Ruhestand. Er war seit 1931 mit Constance Burrell Riley verheiratet und hatte vier Töchter.

## Ehrungen und Mitgliedschaften
1963 wurde Richards Ritter der Ehrenlegion.
1958 wurde er in die National Academy of Sciences. 1967 in die American Academy of Arts and Sciences gewählt.
1970 erhielt er die George M. Kober Medal.

## Belege
1. ↑  Friedrich Wilhelm Hehrlein: Herz und große Gefäße. In: Franz X. Sailer, F. W. Gierhake (Hrsg.): Chirurgie historisch gesehen: Anfang – Entwicklung – Differenzierung. Dustri-Verlag, Deisenhofen bei München 1973, ISBN 3-87185-021-7, S. 164–185, hier: S. 165 f.
2. ↑  André Frédéric Cournand: Control of the Pulmonary Circulation in Man with Some Remarks on Methodology. Nobelpreisvortrag vom 11. Dezember 1956. Volltext
3. ↑  Richards, Dickinson Woodruff In: Bernhard Kupfer: Lexikon der Nobelpreisträger. Patmos-Verlag, Düsseldorf 2001; S. 261–262. ISBN 3-491-72451-1.
4. 1 2  Cournand, André Frédéric In: Bernhard Kupfer: Lexikon der Nobelpreisträger. Patmos-Verlag, Düsseldorf 2001; S. 206–207. ISBN 3-491-72451-1.
5. ↑  Forßmann, Werner Theodor Otto In: Bernhard Kupfer: Lexikon der Nobelpreisträger. Patmos-Verlag, Düsseldorf 2001; S. 221. ISBN 3-491-72451-1.
6. ↑  Book of Members 1780–present, Chapter R. (PDF; 503 kB) In: amacad.org. American Academy of Arts and Sciences, abgerufen am 24. Februar 2018 (englisch).

| Personendaten    | Personendaten                |
| ---------------- | ---------------------------- |
| NAME             | Richards, Dickinson W.       |
| ALTERNATIVNAMEN  | Richards, Dickinson Woodruff |
| KURZBESCHREIBUNG | amerikanischer Internist     |
| GEBURTSDATUM     | 30. Oktober 1895             |
| GEBURTSORT       | Orange, New Jersey           |
| STERBEDATUM      | 23. Februar 1973             |
| STERBEORT        | Lakeville, Connecticut       |